# Георге Лунгу
Георге Лунгу (рум. Gheorghe Lungu; 5 липня 1978, Бухарест) — румунський боксер, призер чемпіонату світу серед аматорів.

## Аматорська кар'єра
На чемпіонаті світу 1999 став бронзовим призером.
- В 1/16 фіналу переміг Даріуса Марцукайтіса (Литва) — 5-0
- В 1/8 фіналу переміг Артура Геворгяна (Вірменія) — 10-6
- У чвертьфіналі переміг Нормана Шустера (Німеччина) — 15-8
- У півфіналі програв Маріо Кінделану (Куба) — 4-9

На Олімпійських іграх 2000 у першому бою переміг Адісу Тебебу (Ефіопія) — 15-3, а у другому програв Крістіану Бехарано (Мексика) — 11-14.
На чемпіонаті Європи 2000 у другому бою програв Олександру Малетіну (Росія).